# (3750) Ilizarov
(3750) Ilizarov (1982 TD1) – planetoida z pasa głównego asteroid okrążająca Słońce w ciągu 5,25 lat w średniej odległości 3,02 j.a. Odkryła ją Ludmiła Karaczkina 14 października 1982 roku.